# Santou
Santou (kínaiul: 汕头, pinjin: Shàntóu) prefektúra szintű nagyváros Kínában, Kuangtung tartományban.
Jelentős kikötő, továbbá ipari központ. Iparában a játékszerek gyártása emelkedik ki.
1979-ben a kisszámú különleges övezetek egyike lett, ahol támogatták a külföldi befektetéseket.

## Népesség
| 2020 | 5 502 031 |

## Testvérvárosok
- Rodostó
- Saint John

## Fordítás
Ez a szócikk részben vagy egészben  a   Shantou című angol Wikipédia-szócikk fordításán alapul.  Az eredeti cikk szerkesztőit annak laptörténete sorolja fel. Ez a jelzés csupán a megfogalmazás eredetét és a szerzői jogokat jelzi, nem szolgál a cikkben szereplő információk forrásmegjelöléseként.